# Ukrainische Nation
Die ukrainische Nation ist eine Staatsnation auf dem Territorium der Ukraine, die auf dem Willen der Staatsbürgerschaft beruht, zu der Angehörige verschiedener ethnischer Gruppen (vor allem Ukrainer, Russen, Tataren, Ungarn, Rumänen und Polen) zählen. Auch der Begriff Willensnation wird für die Ukraine verwendet.
Die Wissenschaftlichen Dienste des Deutschen Bundestages betrachteten 2008 die Ukraine als „vergleichsweise junge[n] Nationalstaat, der im Rahmen des Zusammenbruchs der Sowjetunion im Jahr 1991 seine volle staatliche Souveränität erlangte“.

Flagge der Ukraine

## Nationalkulturen Russlands und der Ukraine im Konflikt
Der Schweizer Slawist Ulrich Schmid wählte als Ausgangspunkt seiner Betrachtungen über die ukrainische Nation die Entwicklung der „ukrainischen Nationalkultur“. Die Ukraine und Russland konstruieren ihm zufolge „ihre Nationalkulturen im Dialog und im Konflikt“. Die Russland stark prägende Ideologie der sogenannten Russischen Welt schuf Netzwerke zur Manipulation der Entwicklung der Ukraine, was in den wechselvollen Beziehungen zwischen Russland und der Ukraine und seit 2014 im russisch-ukrainischen Konflikt zum Ausdruck kam.
Wie andere junge Staaten stand die Ukraine vor der Herausforderung der Legitimation. Gleiches galt für die ukrainische Nation, „deren Formierung mit Verzögerungen und Rückschlägen verbunden war“ und laut Andreas Kappeler zumindest bis 2010 nicht konsolidiert gewesen sei. 2016 nannte Kappeler die Ukraine „eine zweisprachige politische Nation“. Schon 1994 hatte sich für den Staat und die Demokratie ein Präzedenzfall ergeben, als sich Leonid Krawtschuk, der erste Präsident der Ukraine, nach einer verlorenen Stichwahl von seinem Posten zurückzog: Er klammerte sich nicht an die Macht, womit er die Tradition des Machtwechsels in der Ukraine begründete. Diese Erfahrung eines nach einer offenen Wahl abtretenden Präsidenten blieb in den Nachbarländern Russland oder Belarus bis mindestens 2022 unerfüllt.
Benedict Anderson betrachtet die Nation als „imaginäre Gemeinschaft“ – also eine Gemeinschaft, die nicht auf direkter Kommunikation aller Mitglieder beruht wie bei einem Stamm. Dies erkläre, warum bürgerlicher Nationalismus nicht dasselbe sei wie ethnischer Nationalismus, so Konstantin Skorkin vom Carnegie Center Moskau.

## Begriffsklärung
Menschen, die sich zu „ihrer“ ukrainischen Nation bekennen, werden oft als „Nationalisten“ bezeichnet. In der politischen Umgangssprache bezeichnet dieses Wort eine Ideologie der nationalen Intoleranz und der Aggressivität. In diesem Sinne steht Nationalismus im Gegensatz zum positiv zu wertenden Patriotismus. In der Sozialpsychologie und der Geschichtswissenschaft wird diese Unterscheidungsmöglichkeit aber auf empirischer Grundlage bestritten. Von der Extremismusforschung werden nicht alle Ausprägungen des Nationalismus als extremistisch betrachtet, sondern nur Varianten des Ultranationalismus, der generell dem Rechtsextremismus zugeordnet wird.
Wenn, wie es Putinisten tun, die aktuelle ukrainische Regierung als „nationalsozialistisch“ verunglimpft wird, dann wird ihr also nicht Nationalismus vorgeworfen, sondern Ultranationalismus im Sinne der o. g. Definition von Historikern und Sozialpsychologen. Konkret wirft Timofei Sergeitsev in einem Beitrag für RIA Novosti der ukrainischen Regierung und der Mehrheit der Ukrainer vor, den Vorstellungen des „Nationalsozialisten“ Stepan Bandera zu folgen.
Laut der aus der Ukraine stammenden, in Basel lebenden Kulturwissenschaftlerin Kateryna Botanova verläuft die Grenze zwischen (aus der Sicht des Westens) akzeptablen und nicht akzeptablen politischen Strömungen in der Ukraine nicht zwischen Patriotismus und Nationalismus und auch nicht zwischen Nationalismus und Nicht-Nationalismus, sondern „zwischen denen, die für demokratische Werte, Rechte und Freiheiten einstehen, und denen, die diese Rechte möglichst stark beschneiden wollen, meistens unter dem Vorwand wachsender Bedrohung: durch äussere Aggression, durch Migranten, durch die fünfte Kolonne – die Liste lässt sich beliebig verlängern.“

## Geschichte des Selbstverständnisses von Ukrainern als Nation

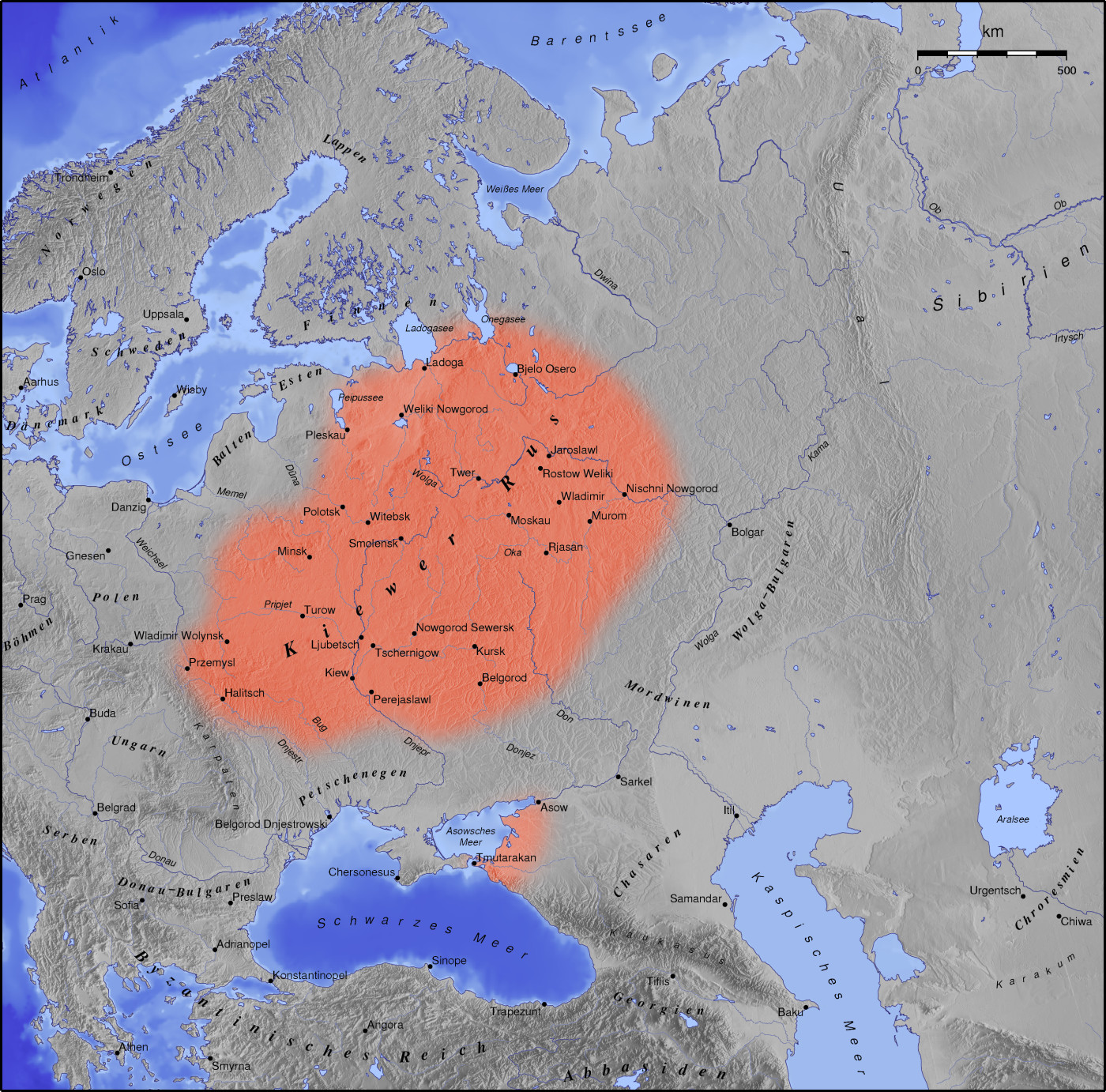
Kiewer Rus um das Jahr 1000

Karte der Kiewer Rus zum Zeitpunkt der Mongoleninvasion 1237

Sowohl Ukrainer als auch Russen beziehen sich positiv auf die mittelalterliche Rus. Bereits im 14. Jahrhundert jedoch hatte Polen Gebiete im Westen der heutigen Ukraine erobert, die erst 1939 Teil der Sowjetunion wurden. Bis 1686 war die orthodoxe Kiewer Metropolie dem Patriarchen von Konstantinopel zugeordnet; erst im Jahr 1686 wurde sie unter russischem Druck dem Moskauer Patriarchen unterstellt. Die der römisch-katholischen Kirche zugehörigen „unierten“ Ukrainer, die auf die von Polen am Ende des 16. Jahrhunderts initiierte Union von Brest zurückgehen, stellen noch heute die Mehrheit der ukrainischen Bevölkerung Galiziens und der Karpato-Ukraine. Im Rahmen Polen-Litauens standen die Rusinen (≠ Russen!), wie sich die Menschen selbst nannten, unter „westlichen Einflüssen wie dem Stadtrecht, dem politischen System der polnischen Adelsrepublik, der Renaissance, Reformation und Gegenreformation […], die das Moskauer Russland kaum erreichten“. Diese Einflüsse trugen Kappeler zufolge „zur Herausbildung einer frühen ukrainischen Nation“ bei.
Ulrich Schmid zufolge fallen allerdings die Ursprünge einer ukrainischen Nationalbewegung erst ins frühe 19. Jahrhundert, in den Zeitgeist der Romantik. In dieser Zeit begannen Historiker, Intellektuelle und Künstler, sich für ukrainische Kultur und Geschichte zu interessieren – ohne diese aber in einen Gegensatz zur russischen zu stellen. Es handelte sich um eine kulturelle Nationalbewegung, die erst gegen Ende des 19. Jahrhunderts entschieden politisch wurde. Träger dieser Nationalbewegung war zunächst eine sehr kleine Gruppe ukrainischer Intelligenzler, zunächst in Galizien (siehe: Ukrainische Nationalbewegung in Galizien), dann auch im Zarenreich. Für Andrii Portnov hingegen waren die Ukrainer unmittelbar vor dem Ersten Weltkrieg „die größte slawische Nation ohne eigenen Staat“. Träger der ukrainischen Kultur dieser Nation war während Jahrhunderten die ländliche einfache Bevölkerung, während die Eliten mehrfach gewechselt hatten.
Der ukrainische Historiker Mychajlo Hruschewskyj schuf mit seiner Geschichte der Ukraine-Rus in zehn Bänden (1898 und 1937) eine weitere wichtige Grundlage für die ukrainische Nationalbewegung. Der Auffassung eines einheitlichen russischen Stromes der Geschichte stellte Hruschewskyj die These einer getrennten Entwicklung der Völker der Russen und Ukrainer entgegen. Auf dieser Grundlage formierten sich in Kiew nationalistische Kräfte, die, auch als Reaktion auf den Holodomor, eine Unabhängigkeit von Russland einforderten.

### Ukrainischer Unabhängigkeitskrieg (1917–1921) und Ukrainische Volksrepublik
Als Frucht ukrainischer Unabhängigkeitsbestrebungen im Russischen Kaiserreich, in das die Gebiete der heutigen Ukraine zum großen Teil bis zu dessen Zerfall 1917 eingegliedert waren, existierte bereits vor der Einnahme der Siedlungsgebiete von Ukrainern durch die Rote Armee 1920 für circa zwei Jahre ein eigenständiger Staat, der sich als ukrainischer Nationalstaat verstand, nämlich die Ukrainische Volksrepublik. Auch die von Ukrainern bewohnten Gebiete, die bis 1918 zur österreichisch-ungarischen Monarchie gehört hatten, wurden unabhängig und vereinigten sich 1919 mit der Ukrainischen Volksrepublik. Im April 1920 verzichtete die Ukrainische Volksrepublik zugunsten Polens auf Ostgalizien und Wolhynien, die beide eine überwiegend ukrainische Bevölkerung hatten, um im Gegenzug Unterstützung für den Kampf gegen die Rote Armee zu erhalten. Letzterer gelang es dennoch, den Einbezug der Wohngebiete von Ukrainern, die damals östlich der Grenze zur Zweiten Polnischen Republik lagen, in den Herrschaftsbereich der Sowjetunion zu erreichen.
Kateryna Butanova bilanziert das Ende der UVR mit den Worten: „Im Unterschied zu den meisten Nachbarn in Ostmitteleuropa konnten die Ukrainer ihre Staatsbildung nicht vollenden, und das ukrainische Territorium wurde unter vier Ländern aufgeteilt (Polen, Sowjetrussland, Rumänien und die Tschechoslowakei), in denen die Ukrainer aufs Neue unterdrückt und in ihren Rechten beschnitten wurden.“

### Ukraine und Ukrainer zwischen dem Ersten und dem Zweiten Weltkrieg
Jan Claas Behrens stellt für die Zeit zwischen 1921 und 1939 zusammenfassend fest: „Ukrainer und Ukrainerinnen lebten […] in der Zwischenkriegszeit entweder als Minderheit im polnischen Nationalstaat oder als Titularnation in der Sowjetunion, wo politische Entscheidungen in Moskau und nicht in der Ukraine getroffen wurden.“

#### Ukrainer in der Zweiten Polnischen Republik
Nach dem Ersten Weltkrieg lebten 20 Prozent der Ukrainer in der Zweiten Polnischen Republik. Hier war auch bis 1939 der Hauptwirkungsbereich des bekanntesten Nationalisten der Ukraine, Stepan Bandera. Bekannt wurde er durch die Ermordung des polnischen Innenministers Bronisław Pieracki im Jahr 1934. Bandera war Anführer (ukrainisch „Prowidnyk“) der 1929 in Wien gegründeten OUN, dem andere Angeklagte in dem wegen des Mordes geführten Prozesses mit dem „faschistischen Gruß“ ihre Treue bezeugten. Bandera selbst behauptete, dass im Kampf um die Freiheit der Ukraine „nicht nur Hunderte, sondern Tausende Menschenleben geopfert werden müssen.“ OUN-Ideologen wie Mykola Kolodzinskyj verfassten 1934 mit Benito Mussolinis Unterstützung Pläne, wie Juden und Polen aus der Ukraine teilweise vertrieben, teilweise ermordet werden könnten, um einen homogenen ukrainischen Staat zu gründen. Zwar gelang es der OUN, am 30. Juni 1941 in Lemberg die Staatlichkeit der Ukraine zu proklamieren und Mussolini sowie Adolf Hitler, Francisco Franco und Ante Pavelić um Aufnahme in das „Neue Europa“ zu bitten, aber ihr revolutionärer Plan wurde von Hitler nicht akzeptiert. Da Bandera sich zunächst weigerte, die Proklamation zurückzuziehen, wurde er verhaftet und bis Herbst 1944 mit anderen OUN-Mitgliedern als politischer Sonderhäftling des Reichssicherheitshauptamts in Berlin und im KZ Sachsenhausen festgehalten.
Banderas politische Ansichten und ideologische Einstellungen sowie seine Rolle als Anführer einer Bewegung, die einen faschistischen Staat proklamierte, ihn von Juden, Polen und Russen „säubern“ und mit Hitler, Mussolini, Franco und Pavelić kollaborieren wollte, sind dem Historiker Grzegorz Rossoliński-Liebe zufolge vor allem in der Westukraine und der ukrainischen Diaspora bis heute weitestgehend unbekannt. Nur so sei es zu erklären, dass Bandera in den Jahren ab 1991 auch von Ukrainern als „Nationalheld“ verehrt worden sei, die keine Ultranationalisten seien. Bandera selbst und die OUN waren den meisten Ukrainern in der Sowjetunion bis 1939 unbekannt. Erst nach Beginn des Deutsch-Sowjetischen Krieges am 11. Juni 1941 konnte die OUN auf dem Territorium der Ukrainischen SSR in größerem Umfang Aktivitäten entfalten.

#### Ukrainische SSR (1922–1991)
Von 1922 bis 1992 bestand die Ukrainische Sozialistische Sowjetrepublik als Teil der Sowjetunion. Nach der Beendigung des Bürgerkriegs im Frieden von Riga mit Polen im Jahr 1921 und der Konsolidierung ihrer Herrschaft bauten die Bolschewiki den Sowjetstaat auf. Sie gliederten die 1922 offiziell ausgerufene Sowjetunion nach sprachlich-ethnischen Kriterien. Die nach diesen Kriterien abgegrenzte Ukrainische Sowjetrepublik sollte dementsprechend die Territorien mit einer ukrainischen Bevölkerungsmehrheit umfassen. Zwar blieben die Kompetenzen der Sowjetrepublik innerhalb der Sowjetunion beschränkt, und sie musste sich der Parteiherrschaft unterordnen, doch war die Ukrainische SSR der Kern des heutigen Nationalstaates. Im Gegensatz zum Zarenreich wurden die Ukrainer in der Sowjetunion zu Lebzeiten Lenins als eigene Nation anerkannt. Der Aufstieg von (loyalen) Ukrainern in die sowjetischen Eliten in Staat und Partei wurde gefördert. Das Ukrainische wurde Amts- und Schulsprache, und die in den 1920er-Jahren betriebene Politik der Ukrainisierung konsolidierte die ukrainische Sprache und Kultur.
Josef Stalin, der sich nach Lenins Tod als dessen Nachfolger durchgesetzt hatte, vollzog in der Nationalitätenpolitik noch in den 1920er Jahren einen Schwenk. Die Sowjetrepubliken wurden stärker kontrolliert, die Förderung der ukrainischen Sprache wurde zugunsten des Russischen allmählich zurückgenommen. Ähnlich wie im Zarenreich unterlagen weite Teile der in die städtischen Eliten aufsteigenden Ukrainer einer zumindest partiellen Russifizierung, und das Ukrainische sank wieder zu einer provinziellen Sprache ab. Ein einschneidendes Ereignis für die nationale und kulturelle Identität der Ukraine war die Hungersnot der Jahre 1932/33 (Holodomor). Die US-Historikerin Anne Applebaum zeigt in ihrer 2019 auf Deutsch erschienenen Studie „Roter Hunger“, dass diese Hungersnot weder auf schlechtes Wetter oder Missernten zurückzuführen ist, noch eine Folge der Kollektivierung der Landwirtschaft war. Der Holodomor war vielmehr ein Bestreben des stalinistischen Sowjetregimes, die eigenständige ukrainische nationale und kulturelle Identität auszulöschen.
Zwischen 1942 und 1956 gab es eine starke nationalistische Unabhängigkeitsbewegung gegen die Sowjetherrschaft. Im Jahr 1940 hatte sich die OUN in die von Andrij Melnyk geführten „Melnykisten“ (OUN-M) – und die „Banderisten“ (OUN-B) unter Stepan Bandera aufgespalten. Die OUN-B stellte 1942 die Ukrainische Aufständische Armee auf, die gegen die Polnische Heimatarmee und noch bis in die 1950er-Jahre gegen die Sowjetunion kämpfte. Bandera hatte bereits 1945 Kontakt zu westlichen Geheimdiensten aufgenommen, mit ihrer Unterstützung ein OUN-Zentrum in München aufgebaut und die UPA beim Kampf gegen die Sowjetunion unterstützt. 1959 wurde er von einem Kommando des KGB in München ermordet.

### Folgen der Politik der Sowjetunion im östlichen Europa (1939–1949)
Die sowjetische Besetzung Ostpolens begründete Stalins Propagandist Jemeljan Jaroslawski in der „Prawda“, damit, dass es um „Hilfe für die gleichblütigen [edinokrovnij] Ukrainer und Weißrussen, die in Polen wohnen“, gehe. Als Folge der Besetzung weitete sich 1939 der stalinistische Terror, der in den 1930er Jahren mit Millionen von Hungertoten in der sowjetischen Ukraine gewütet hatte, auf die Westukraine aus.
Daher begrüßten 1941 viele Ukrainer zunächst den deutschen Einmarsch in die Ukraine. Doch die NS-Führung hatte kein Interesse an einer selbständigen Ukraine. Sie sah in ihr nur ein weiteres Ausbeutungsgebiet für Arbeitskräfte, landwirtschaftliche und industrielle Produkte, zumal nach der nationalsozialistischen Rassenideologie alle Slawen als Untermenschen galten. Auf Grund der Kämpfe an der Ostfront entglitt der Wehrmacht die Kontrolle über das ukrainische Hinterland. In der Westukraine (Wolhynien, Ostgalizien) begannen 1943 ukrainische Partisanen (UPA), polnische Dörfer zu überfallen und die Bevölkerung zu ermorden. Dahinter stand die Absicht, die Polen aus dem Gebiet des erstrebten künftigen ukrainischen Staates zu vertreiben. Etwa 100.000 Polen wurden ermordet, etwa 300.000 flohen in die Städte oder in das Generalgouvernement. Polnische Partisanen übten Rache und töteten bis zu 20.000 Ukrainer.
Gleichwohl gelang es der Sowjetunion 1945, der Ukrainischen SSR die Grenzen zu geben, die sie bis 1991 behielt, und in den 1940er Jahren den „neuen Westen“ der Ukraine weitgehend einer „ethnischen Säuberung“ zu unterziehen, indem dort zuvor lebende Polen im Rahmen der Westverschiebung Polens in die ehemaligen deutschen Ostgebiete umgesiedelt wurden. Paradoxerweise wurde damit ein Ziel der OUN erfüllt, nämlich eine „polenfreie Ukraine“.
Zum Konzept der „ethnischen Säuberungen“ im 1945 erweiterten Machtbereich der Sowjetunion gehörte es auch, dass es möglichst keine ethnischen Minderheiten in den neu abgegrenzten Gebieten im Westen geben sollte. Daher wurden bis Mitte 1946 etwa 482.000 Ukrainer aus Polen in die Ukraine abgeschoben. Diejenigen Ukrainer, die sich einer Abschiebung in die Sowjetunion widersetzten, verloren ebenfalls ihre angestammten Wohngebiete; durch die „Aktion Weichsel“ (1947) wurden 140.575 Ukrainer in die Oder-Neiße-Gebiete gebracht und dort verstreut angesiedelt.

### Unabhängigkeit am 24. August 1991
Am 10. September 1989 wurde nach längerer Vorbereitung und nach Beendigung der Verhinderungsversuche durch die Behörden in Kiew die ukrainische Volksbewegung Narodnyj Ruch Ukrajiny (Volksbewegung der Ukraine für die Perestrojka) gegründet. Die Delegierten forderten die nationale und wirtschaftliche Souveränität der Ukraine innerhalb einer sowjetischen Konföderation, sowie einen verbesserten Status der ukrainischen Sprache. Außerdem mehr Rechte für die christlichen Kirchen neben der russisch-orthodoxen Kirche. Im Januar 1990 bildeten 400.000 Menschen eine Menschenkette von Kiew nach Lwiw, um der Vereinigung der Westukrainischen mit der Ukrainischen Volksrepublik 1919 zu gedenken, die Blau-Gelbe Fahne erschien vermehrt in der Öffentlichkeit. Entgegen dem „gerade auch in Deutschland verbreiteten Stereotyp vom fanatischen ukrainischen Nationalisten“, so Andreas Kappeler, war das Programm von Ruch an den Zielen der Demokratie und der Menschenrechte orientiert und hatte von Beginn weg Juden und Russen in seinen Reihen. Zum Jahresbeginn war das Ukrainische zur Staatssprache erhoben worden.
Am 24. August 1991 erklärte die Ukraine erfolgreich ihre Unabhängigkeit von der Sowjetunion. Aus diesem Anlass wird der 24. August als nationaler Unabhängigkeitstag gefeiert. Am 1. Dezember 1991 fand ein Referendum über die Unabhängigkeit der Ukraine statt. Eine deutliche Mehrheit von 92,3 % der Abstimmenden stimmte dabei für die Unabhängigkeit des Landes. Am 2. Dezember 1991 erfolgte die Anerkennung der Ukraine durch Russland. Zugleich werden seit 1991 „ethnonationale Zugehörigkeiten sowie staatspolitische Loyalitäten“ in der Ukraine ständig „neuverhandelt“. Die Grenzen des neuen Staates wurden bei der Loslösung von der Sowjetunion nicht verändert. Das „territoriale Maximalformat“, das Kommunisten der ukrainischen Sowjetrepublik gegeben und an dessen Entstehung „[d]ie ukrainische Nationalbewegung oder die Ukrainer […] wenig Anteil gehabt“ hätten, blieb also 1991 erhalten.
Die ukrainische Unabhängigkeitsbewegung am Ende der Sowjetzeit nährte sich zum einen aus der sowjetischen Dissidenz, zum anderen aus dem Projekt einer ukrainischen Nation in seiner galizischen Ausprägung. In den neunziger Jahren überwog in der Ostukraine eine regionale Identität, die mit einer großen Skepsis gegenüber den Machtzentren Moskau und Kiew einherging. Über 100 politische Parteien, oft mit solcher regionaler Identität und starker Personenbezogenheit, verlangsamten die Demokratisierung und erschwerten die Orientierung der Bevölkerung, die Ukraine war 1996 das letzte Land der ehemaligen Sowjetunion, welches eine neue Verfassung bekam. Spätestens seit der Orangen Revolution von 2004 breitet sich die Unterstützung des Projekts einer ukrainischen Nation zunehmend nach Osten aus. Damals waren die Reformer an die Macht gekommen, welche den korrupten Machteliten alter Seilschaften einen neuen modernen Gesellschaftsentwurf entgegenstellten und noch wenige Jahre zuvor vom Präsidenten entlassen worden waren.
Anfang der 2010er Jahre beklagten etwa vergleichbare Gruppen von Russen und Ukrainern den Zusammenbruch der UdSSR. Während in den folgenden 10 Jahren in Russland die Nostalgie für die sowjetische Vergangenheit zunahm, gab es in der Ukraine fast keine solche Menschen. Selbst unter den russischsprachigen Einwohnern der Ukraine nennen mit 66 % eine Mehrheit der Ukrainer den 9. Mai lieber „Tag des Gedenkens an die Opfer des Zweiten Weltkriegs“ als „Tag des Sieges“ Diese ukrainische Präferenz ist eine aus Sicht des russischen Regimes eine geradezu blasphemische Bezeichnung.

### Annexion der Krim durch Russland 2014 und unerklärter Russisch-Ukrainischer Krieg in Donbass
Die Ereignisse des Euromaidan 2013/2014 und die folgenden russischen Aggressionen hätten Ulrich Schmid zufolge diejenigen Staatsbürger der Ukraine, die sich als Angehörige der ukrainischen Nation verstehen, „auch in Gebieten, die zuvor nicht durch übermässigen Patriotismus auffielen, zusammenrücken“ lassen. Bei der Präsidentschaftswahl 2014 war Petro Poroschenko der erste gewählte Präsident der Ukraine, welcher nicht in einer Stichwahl antreten musste und gleichzeitig gewann erstmals ein Präsident alle Regionen der Ukraine für sich, also auch im Osten und im Süden. Darauf wies Andreas Kappeler hin, zudem darauf, dass regionale, aber auch sprachlich-ethnische Identifikationen aufgrund der Bedrohung durch Russland gegenüber dem ‚Bekenntnis zur Staatsbürgernation‘ in den Hintergrund getreten seien.

Nach Ansicht der Politologin Gwendolyn Sasse hatte der Krieg bis 2018 „das Gegenteil von dem bewirkt, was Russland durch seine Unterstützung für die ‚Volksrepubliken‘ zu erreichen hoffte: Die Idee vom ukrainischen Staat ist gestärkt worden und vereint weite Teile des Landes mehr als je zuvor“.
Weder die Krim-Annexion noch der hybride Krieg konnten der grundlegenden Freundschaft der Ukrainer zu Russland etwas anhaben; der Anteil derjenigen, welche Ukrainer und Russen als ein Volk betrachten, also als Brudervolk, betrug im August 2021 41 % der Befragten, erst nach zwei Monaten des russischen Überfalls, also im April 2022, war diese Zahl auf 8 % gesunken. Dabei war die Unterstützung für diese Lieblingsthese Wladimir Putins nur noch bei der älteren Generation (13 % der über 50-Jährigen) und in der Ostukraine (23 %) signifikant höher.

### Gegenwart
Mit Wolodymyr Selenskyj regiert in der Ukraine seit 2019 ein Präsident, der dem Projekt einer ukrainischen Nation weiter Auftrieb gibt. Dieser arbeitet Ulrich Schmid zufolge erfolgreich an der Umsetzung von Art. 11 der ukrainischen Verfassung, welcher gebietet, dass die verschiedenen kulturellen Traditionen in einem gemeinsamen Nationalstaat integriert werden sollen.
Die Jüdische Allgemeine bilanzierte am 13. März 2022: „Lange Zeit galt die Ukraine als gespalten und zerrissen. Diese Vorstellung war nicht nur in Russland, sondern auch im Westen und im Land selbst verbreitet. Diese Spaltung ist nunmehr Geschichte: Heute gibt es nur eine vereinte Ukraine, die Putin zerstören will, die aber mutig für Demokratie und Freiheit und vor allem um ihre Existenz kämpft.“

## Russische Sichtweise zur „ukrainischen Nation“ seit 2014
Der russische Präsident Wladimir Putin vertrat, wie es viele Historiker zur Zarenzeit und noch zur Zeit der Sowjetunion taten, in seiner Rede vom 21. Februar 2022, die er im Vorfeld der russischen Invasion in die Ukraine hielt, die „Meistererzählung“ (Kappeler) einer tausendjährigen Geschichte der russischen Staatlichkeit, die mit der Kiewer Rus beginne und sich über das Moskauer Fürstentum, das Zarenreich und die Sowjetunion bis zur heutigen Russischen Föderation ziehe. In dieser Rede erklärte Putin: „Man muss verstehen, dass die Ukraine nie eine echte eigene Staatlichkeit besass.  Man muss auch daran erinnern, dass die Ukraine im Grunde genommen nie eine stabile Tradition einer echten Staatlichkeit hatte.“ Erst seit 1991 würde die Ukraine, so Putin, westliche Modelle mechanisch „abkupfern“, welche in der Sicht Putins angeblich ebenso weit von der Geschichte wie auch von der ukrainischen Realität entfernt seien.
Unterstützung erhielt Putin vom Patriarchen Kyrill I. von Moskau und der ganzen Rus, in dessen Titel der Anspruch zu erkennen ist, Oberhaupt der Russisch-Orthodoxen Kirche auf dem Gebiet von „Großrussland“, „Weißrussland“ und „Kleinrussland“ zu sein.
Noch 2014 hatten (pro-)russische Ideologen die Teilung des Staates Ukraine und die Bildung eines neuen Staates „Novorossija“ mit der Begründung propagiert, nur im Westen und in der Mitte der Ukraine gebe es mehrheitlich von Ukrainern bewohnte Gebiete. Wegen des Einbezugs von Gebieten, die mehrheitlich von Russen bewohnt würden, in das Territorium des 1991 souverän gewordenen Staates Ukraine sei dieser Staat eine „unerwartete“ Nation. Laut André Härtel habe die um 2014 „verbreitete Unklarheit über konstitutive Elemente, Gemeinschaftssinn und Grenzen der ‚ukrainischen Nation‘ […] Zweifel an der Überlebensfähigkeit bzw., vor allem bei politisch motivierten Kritikern, auch an der Legitimität“ des neuen Projekts „Novorossija“ aufkommen lassen.
Stefan Meister beschrieb die Handlungen Russlands bis 2022 als Versuche, den gesellschaftlichen Wandel in der Ukraine aufzuhalten, in dessen Verlauf die ukrainische Gesellschaft ein „russisches“ (sowjetisches) Regierungssystem nicht mehr akzeptieren wollte.

### „Was Russland mit der Ukraine tun sollte“
In einem Gastbeitrag für RIA Novosti erklärte der Autor Timofei Sergeizew am 3. April 2022 die „Vernichtung der Ukraine als Staat“ als Kriegsziel. Die Ukraine müsse als souveräner Staat zu existieren aufhören, und Ukrainer sollten wieder „Kleinrussen“ genannt werden. Der Autor fordert dazu auf, zum Zweck der „Entnazifizierung“ der Ukraine „solche zehntausenden Menschen zu bestrafen und zu töten, die sich an der Verteidigung der Ukraine während des Kriegs beteiligen.“ Sergeizew schreibt weiter: „Die Entnazifizierung ist notwendig, wenn ein bedeutender Teil des Volkes – höchstwahrscheinlich die Mehrheit – von der nationalsozialistischen Politik beherrscht und in sie hineingezogen wurde. Das heißt, wenn die Hypothese, das Volk ist gut – die Regierung ist schlecht‘ nicht funktioniert. Die Anerkennung dieser Tatsache ist die Grundlage der Entnazifizierungspolitik, aller ihrer Maßnahmen, und die Tatsache selbst ist ihr Gegenstand.“ Die „Entnazifizierung“ der Überlebenden „besteht in der Umerziehung, die durch ideologische Repression (Unterdrückung) der nationalsozialistischen Gesinnung und strenge Zensur erreicht wird: nicht nur im politischen Bereich, sondern notwendigerweise auch im Bereich der Kultur und der Erziehung.“

## Einzelne Aspekte des ukrainischen Nationalbewusstseins

### Holodomor-Gedenken
Im November 2008 veröffentlichte die Ukrainische Akademie der Wissenschaften Zahlen und Fakten über den Holodomor, der dadurch stärker ins Zentrum der ukrainischen Erinnerungskultur rückte. Das Gedenken an die Millionen ukrainischen Opfer der von Stalin herbeigeführten Hungersnot stärkt bis heute das Zusammengehörigkeitsgefühl der ukrainischen Staatsbürger.

### „Amorphe Identität“ der Ukraine
André Härtel vertritt im Anschluss an Oleksandr Sushko die These, dass der ukrainische Staat bis zum Euromaidan durch eine „amorphe Identität“ geprägt gewesen sei. „Gemeint ist damit, dass ethnische und nationale Selbstidentifikation kaum politische Wirkmächtigkeit entfalteten in einer Gesellschaft, die nach 1991 vor allem mit der Anpassung an die neuen, für die meisten sozialen Gruppen schweren ökonomischen Bedingungen zu tun hatte und sich politisch noch weitgehend in sowjetischer Tradition als Subjekt der Elite empfand. Neben den Mischidentitären waren ja auch die Gruppen der sich rein als „ukrainisch“ oder „russisch“ bezeichnenden Menschen bis auf marginalisierte nationalistische Randgruppen kaum ‚national bewusst‘ und unterscheidbar, geschweige denn anhand ethnischer Trennlinien mobilisierbar.“ Härtel weist darauf hin, dass durch die Sozialisation der in der Ära der Sowjetunion Aufgewachsenen „ethnische oder nationale Kriterien nach sieben Jahrzehnten Sowjetkommunismus nicht nur in der Ukraine nur noch bedingt sinnstiftende Wirkung entfalten konnten.“ Der Euromaidan habe, so Härtel, eine Rückkehr zur früheren „amorphen Identität“ der Ukraine unmöglich gemacht.
Natalya Filitowa bezeichnet die in der Sowjetzeit sowohl von der politischen Führung als auch von der sowjetischen Wissenschaft aufgestellte Behauptung, dass die „nationale Frage in der Sowjetunion“ ein „erfolgreich gelöstes Problem“ sei, als eine der „hartnäckigsten aller innersowjetischen Lebenslügen“. Noch zur Zeit des Bestehens der Sowjetunion, in der Regierungszeit von Michail Gorbatschow, sei, so Filitowa, der Neologismus „Russischsprachige“ entstanden. „Gemeint sind damit alle Menschen, die Russisch im Alltag sprechen, die aber keine Russen (Vertreter russischer Nationalität) sind, z. B. die russischsprachige Bevölkerung in der Ukraine oder in den Baltischen Staaten.“

### Sprache, Ethnie und Loyalität
Nataliya Filatova beschrieb 2007 die von ihr wahrgenommene Identitätskrise vieler Menschen in der Ukraine: „Das Problem der nationalen Identität liegt gerade bei russischsprachigen Ukrainern in der Ost- und Südukraine und zum Teil auch in der Hauptstadt Kiew“ darin, dass sie „zwar Ukrainer“ seien, aber „die russische Sprache“ sprächen und „zum größten Teil die Werte der russischen Kultur“ verträten. „Viele von ihnen sehen die Zukunft der Ostukraine in Verbindung mit Rußland. Die ukrainische Kultur im Sinne der westukrainischen Kultur ist für sie völlig fremd. Somit haben gerade diese Menschen heute die größten Schwierigkeiten mit der Identitätsfindung.“
Eine Meinungsumfrage in der Ukraine im Jahr 2012 ergab allerdings, dass der Status der russischen Sprache auch für die Befragten im Osten der Ukraine damals ein geringes Problem dargestellt habe. Mit 3,9 % auf der Prioritätenskala sei damals die Sprachenfrage unter den am dringlichsten eingestuften Problemen des Landes auf dem 31. Platz (von 34 Plätzen) erschienen.
Laut Volkszählung von 2001 bezeichneten sich von den etwa 48 Millionen ukrainischen Bürgern 77,8 % als ethnische Ukrainer (wobei 67,5 % Ukrainisch als ihre Muttersprache angaben) und 17,3 % als ethnische Russen. Schwierig ist es, Menschen im Osten und im Süden der Ukraine im Hinblick auf ihre Identität einzuordnen. Im Jahr 2001 gaben 74,9 Prozent der Menschen in der Region Donezk und 68,8 Prozent der Region Luhansk an, dass ihre Muttersprache Russisch sei. In beiden Regionen betrachteten sich jedoch nur weniger als 39 Prozent der Bevölkerung als ethnische Russen. Im Westen und in der Mitte der Ukraine bilden Menschen, die bevorzugt Russisch sprechen, und solche, die sich als ethnische Russen einordnen, relativ kleine Minderheiten.
Anfang Februar 2022 zitierte in einem Bericht über die Stimmung in der mehrheitlich von Russischsprachigen bewohnten ostukrainischen Stadt Charkiw der Autor eine durch den Instant-Messaging-Dienst Telegram verbreitete Meldung, wonach selbst dort nur 15 Prozent der Bevölkerung pro-russisch eingestellt seien, d. h. mit dem Staat Russland und dem Separatisten-Regime in den Regionen Donezk und Luhansk sympathisierten. Die übrige Bevölkerung sei positiv gegenüber dem Staat Ukraine eingestellt, weil dieser ihnen demokratische Verhältnisse und Rechtsstaatlichkeit garantiere, was Russland im Jahr 2022 nicht bieten könne. Am 18. März 2022 stellte der ukrainische Historiker Serhii Plokhy fest: „Das Modell der heutigen ukrainischen Nation beruht auf Loyalität dem Land und seinen Institutionen gegenüber. Und diese Idee überquert ethnische und sprachliche Grenzen.“ Denn, so Plokhy weiter, „[i]n Städten wie Mariupol oder Charkiw werden im Namen von Brüderlichkeit und Einheit, im Namen der Idee, dass Russland sie befreien will, russischsprachige Menschen getötet. Russland ‚befreit‘ sie aber nur von ihrem Leben, ihren Besitztümern und ihrer Zukunft. Das tötet auch die Idee, dass Russen und Ukrainer ein und dasselbe sind.“

### Rolle der Religion

Zugehörigkeit von Staatsbürgern der Ukraine zu einer Religionsgemeinschaft 2006

Das Razumkov Centre veröffentlichte 2006 die Ergebnisse einer Befragung von Staatsbürgern der Ukraine zur Zugehörigkeit zu einer Religionsgemeinschaft. 62,5 Prozent der Befragten gaben an, konfessionslos zu sein, 14,9 Prozent gehörten der damaligen Ukrainisch-Orthodoxen Kirche Kiewer Patriarchats (UOK-KP) an, 10,9 Prozent der Ukrainisch-Orthodoxen Kirche Moskauer Patriarchats (UOK-MP) und 5,3 Prozent der Ukrainischen Griechisch-Katholischen Kirche. 2018 fusionierte die Ukrainisch-Orthodoxe Kirche Kiewer Patriarchats mit der kleineren Ukrainischen Autokephalen Orthodoxen Kirche (2006: 1,0 Prozent) zur Orthodoxen Kirche der Ukraine (OKU).
Das Institut für Soziologie in Kiew befragte 2016 Bürger der Ukraine (ohne die Oblaste Donezk, Luhansk und Krim) nach ihrer Religionszugehörigkeit. Demnach gehörten 2016 45,7 Prozent der Ukrainisch-Orthodoxen Kirche Kiewer Patriarchats an, 13,3 Prozent der Ukrainisch-Orthodoxen Kirche Moskauer Patriarchats und 5,9 Prozent der Ukrainischen Griechisch-Katholischen Kirche. Als „gläubig ohne Religionsgemeinschaft“ stuften sich 22 Prozent der Befragten ein, als Atheisten 5,4 Prozent. Auffällig ist der starke Zustrom zur Ukrainisch-Orthodoxen Kirche Kiewer Patriarchats. Aber auch die Ukrainisch-Orthodoxe Kirche Moskauer Patriarchats gewann Mitglieder, obwohl 2016 im Gegensatz zu 2006 deren Mitglieder auf der Krim und in den Oblasten Luhansk und Donezk nicht in der Befragung berücksichtigt wurden.
Als Stütze der ukrainischen Nation erwies sich nach dem russischen Überfall auf die Ukraine vor allem die Orthodoxe Kirche der Ukraine. Das Kiewer Patriarchat war 1992 aus einer Metropolie des Moskauer Patriarchats hervorgegangen. In diesem Jahr hatten sich diejenigen Christen, die zum damaligen Zeitpunkt als „russisch-orthodox“ galten, aber bestrebt waren, „eine eigenständige und allen anderen orthodoxen Kirchen ebenbürtige ukrainisch-orthodoxe Kirche zu gründen“, vom Moskauer Patriarchat getrennt und ein eigenes Kiewer Patriarchat gegründet. 2014 standen sich die Kleriker der Ukrainisch-Orthodoxen Kirche des Moskauer Patriarchats und der Ukrainisch-Orthodoxen Kirche des Kiewer Patriarchats unversöhnlich gegenüber. Der Moskauer Patriarch Kyrill I. erhielt im Juni 2014 vom ukrainischen Kultusministerium ein Einreiseverbot in die Ukraine. Oleg Friesen sah 2014 das Hauptproblem des Kiewer Patriarchats darin, dass „es von keiner anderen kanonischen orthodoxen Kirche anerkannt“ werde. Kanonisches Recht spiele aber in der Orthodoxie eine große Rolle. Laut ihrem Selbstverständnis verstünden sich die orthodoxen Kirchen, wie auch die römisch-katholische Kirche, in einer apostolischen Kontinuität, welche sich im Katholizismus auf den Apostel Petrus und in der Orthodoxie auf den Apostel Andreas berufe. Eine Kirche, welche diese Kontinuität unterbreche, sei nicht legitim und werde nicht vom Heiligen Geist geleitet. Friesen zufolge strebten auch ukrainische Priester des Moskauer Patriarchats eine ukrainische Landeskirche und ein eigenes Patriarchat an, bestünden aber darauf, dass dieses Ergebnis unter Anwendung kanonischen Rechts und nicht durch Selbsternennung geistlicher Führer erwirkt werde.
Am 6. Januar 2019 händigte das Ehrenoberhaupt der orthodoxen Kirchen, Patriarch Bartholomaios von Konstantinopel, dem Oberhaupt der drei Wochen zuvor gegründeten Orthodoxen Kirche der Ukraine (OKU), Metropolit Epifanyj, eine Urkunde aus, mit der er der OKU die kirchliche Unabhängigkeit (Autokephalie) gewährte. Aus der Sicht der OKU war dadurch der oben beschriebene „Makel“ der „Abkehr vom Heiligen Geist“ beseitigt. Der Moskauer Patriarch hingegen betrachtet die Kirchenleitung und die Mitglieder der OKU als Schismatiker. Die UOK-MP ist für ihn die einzige legitime orthodoxe Kirche in der Ukraine.
Bei einer Umfrage des Instituts Razumkov im November 2021 antworteten 79,6 Prozent der befragten Ukrainer, dass es nicht notwendig sei, einer bestimmten Religion oder Kirche anzugehören, um ein Ukrainer zu sein. In keiner der vier Großregionen der Ukraine und in keiner der konfessionellen Gruppen fand die Ansicht, dass eine bestimmte Religions- oder Kirchenzugehörigkeit notwendiges Merkmal der ukrainischen Identität sei, eine Mehrheit. Bei der gleichen Umfrage bekannten sich 60 Prozent der Befragten zum orthodoxen Glauben, 8,8 Prozent zum griechischen Katholizismus, 8,5 Prozent bezeichneten sich als „einfach christlich“ und 18,8 Prozent bekannten sich zu gar keiner Religion. Nach der konkreten Kirchenmitgliedschaft befragt, bekannten sich 24,1 Prozent zur Orthodoxen Kirche der Ukraine, 13,3 Prozent zur Ukrainisch-Orthodoxen Kirche Moskauer Patriarchats, 21,9 Prozent bezeichneten sich als „einfach orthodox“. In allen vier Großregionen war bei dieser Befragung die Orthodoxe Kirche der Ukraine die stärkste orthodoxe Kirche, im Süden und Osten bezeichnete sich aber die größte Gruppe als „einfach orthodox“ (34,4 bzw. 25 Prozent). Im Vergleich zu 2010 ist die Mitgliedschaft in der Ukrainisch-Orthodoxen Kirche Moskauer Patriarchats stark zurückgegangen, vor allem in der Südukraine.
Patriarch Kyrill I. hält den Überfall auf die Ukraine am 24. Februar 2022 für gerechtfertigt. Er sei „von metaphysischer Bedeutung“, denn es seien „böse Kräfte“ am Werk, die Russland bedrohten. Der Kriegsdienst sei eine Bekundung von „Nächstenliebe nach dem Evangelium“ und „ein Beispiel der Treue zu den hohen sittlichen Idealen des Wahren und Guten“. Gisa Bodenstein bewertet diese Aussagen als „Verklärung brutaler Gewalt, die sich vermehrt auch gegen Zivilisten richtet, zum ‚gerechten Krieg‘.“
Laut Andriy Mykhaleyko, einem in Eichstätt promovierten und habilitierten Priester der Ukrainischen Griechisch-Katholischen Kirche, führte Kyrills Positionierung im Verlauf des Kriegs zu einer „Zerreißprobe“ der Russisch-Orthodoxen Kirche in der Ukraine.

## Kontroverse im deutschsprachigen Raum
Der Historiker Jörg Baberowski sah 2014 in der Ukraine „ein Kind der sowjetischen Nationalitätenpolitik“. Als Reaktion auf Jörg Baberowskis rhetorische Frage: „Wieso soll für alle Zeit ausgeschlossen sein, dass sich der östliche vom westlichen Teil der Ukraine trennt?“, mit der der Autor an den Neurussland-Diskurs anknüpfte, dessen Umsetzung mit dem Projekt Föderativer Staat Neurussland begann, wiesen Ulrich Schmid und Andreas Kappeler auf die Geschichte der ukrainischen Nationalbewegung im 19. Jahrhundert hin und zitierten die hohen Zustimmungswerte für die postsowjetische Staatsgründung der Ukraine auch im Osten des Landes.
In einem am 27. April 2022 veröffentlichten Interview zeigte Baberowski jedoch, dass er seine Meinung geändert hat: „[Putin] versteht nicht, dass die Ukraine dreißig Jahre nach dem Ende der Sowjetunion ein Nationalstaat ist, der sich in das alte Imperium nicht mehr einfügen lässt.“
Der Historiker Peter Brandt, Sohn des von 1969 bis 1974 amtierenden Bundeskanzlers Willy Brandt und stellvertretender Vorsitzender des Willy-Brandt-Kreises, befürchtete 2015, „dass die Forcierung des west- und mittelukrainischen, hauptsächlich in Absetzung von Russland ausgeformten Nationskonzepts den Graben zu den überwiegend russischsprachigen Teilen so weit aufreißen wird, dass er auch nach Beendigung der Feindseligkeiten und selbst unter der Prämisse freier Entscheidung nicht mehr zugeschüttet werden kann.“ Noch fünf Tage vor dem russischen Überfall auf die Ukraine bezweifelte Brandt, dass der Nationsbildungsprozess in der Ukraine abgeschlossen sei.
Als Anwälte der ukrainischen Nation traten u. a. die Historiker Franziska Davies und Karl Schlögel auf. Davies kritisierte, dass die „Infragestellung der Existenz einer ukrainischen Nation“ mit einer „unreflektierten Übernahme russischer Nationskonzepte oder sowjetischer und post-sowjetischer Identitätsentwürfe“ einhergehe. Anna Veronika Wendland vertritt die These, dass „[d]ie ukrainische Revolte vom Winter 2013/14 […] zu erheblichen Teilen von russischsprachigen Ukrainern getragen“ gewesen sei. „Und die Verteidiger der Ukraine sprechen heute genauso Russisch wie Ukrainisch. Anders noch als zu Zeiten der nationalen Volksbewegung Ruch (Narodnyj Ruch Ukrajiny) der 1990er Jahre, die eindeutig ukrainischsprachig dominiert war und ein ausschließlich ukrainisches kulturelles Programm vertrat, haben wir es heute mit der Genese eines überethnischen Staatsnationalismus zu tun.“
Kai Struve warf 2014 „der deutschen Gesellschaft“ vor, ihr fehle „das Verständnis dafür, warum die Ukrainer selbstständig sein und eine Vorherrschaft Russlands nicht hinnehmen wollten.“ Deshalb würden Deutsche nicht im gleichen Maße ihrer Verpflichtung gegenüber den Ukrainern als Opfern der deutschen Aggression im Zweiten Weltkrieg gerecht, wie dies gegenüber Russen der Fall sei. Das Ernstnehmen der Ukrainer gehöre zu diesen Verpflichtungen.
Timothy Snyder sprach 2017 vor dem Bundestag davon, dass die Deutschen immer noch die Denkmuster der Nationalsozialisten zu verarbeiten hätten, wenn sie den Ukrainern bescheinigten, kein Volk und keine Nation zu sein, sondern sie als Bewohner einer „Kolonie“ betrachteten, deren Zugehörigkeit zu einem „Imperium“ letztlich legitim sei. Ein derartiges Denken, auf Deutsch zum Ausdruck gebracht, mache Deutsche erneut schuldig. („All of the language about Ukraine as a failed state, or Ukrainians not as a real nation, or Ukrainians divided by culture – in the German language – that is not innocent.“)
Sebastian Christ stellte die These auf, dass das nicht wertschätzende Sprechen über Ukrainer und ihre Pläne durch Deutsche vor allem dadurch bedingt sei, dass Ukrainer im Kontext deutscher Geschichtspolitik nicht (genügend) als Opfer nationalsozialistischer Politik betrachtet würden, da Deutsche sich vor allem für Opfer „auf Augenhöhe“ interessierten, wodurch man bei Opfern in der Sowjetunion sofort an Russen (das „Herrenvolk“ im Sowjetimperium) denke. Dabei erschienen die Interessen der kleineren Völker zwischen Deutschland und Russland im Vergleich zur Verständigung mit Russland als sekundär. Manchen Deutschen falle es, so Christ, schwer zu verstehen, dass die koloniale Politik europäischer Imperialmächte nicht ausschließlich auf Asien und Afrika bezogen gewesen sei. Die deutschen Verbrechen an der slawischen Bevölkerung Osteuropas passten nicht in die „beiden global gewordenen Schemata von Erinnerung“, nämlich die Erinnerung an den Holocaust, mit Fokus auf die Vernichtung der europäischen Juden, und die Erinnerung an Sklaverei und Kolonialismus, mit Fokus auf People of Color. Das habe dazu geführt, dass osteuropäischen Erfahrungen mit der nationalsozialistischen Besatzungspolitik oft nur über Bezüge zum Holocaust Geltung verschafft werden konnte.
Ulrich Herbert brachte zwar in einem Artikel der taz explizit Wertschätzung für „de[n] anerkannte[n] Historiker“ Snyder zum Ausdruck, betrachtete aber zugleich dessen Entwicklung zum „Aktivisten“ skeptisch. Snyder setze sich „massiv für die nationalen Interessen vor allem von Polen und der Ukraine ein“ und werde „dort wie ein Heilsbringer gesehen“. Insbesondere führe Snyders Appell an das schlechte Gewissen von Deutschen in die Irre, da Putin eben kein Faschist sei und da der Krieg in der Ukraine ab 1941 aus der Sicht der Nazi-Führung nicht das vorrangige Ziel gehabt habe, Ukrainer zu einem Kolonialvolk zu machen.